# ディック・トレイシー (映画)
『ディック・トレイシー』（Dick Tracy）は、1990年のアメリカ映画。チェスター・グールドの人気コミック『ディック・トレイシー』を実写映画化したもの。

## ストーリー
1930年代アメリカのとある犯罪都市。そこで日夜悪と戦う神出鬼没の刑事ディック・トレイシーは、街を牛耳るギャングのボスであり宿敵でもあるビッグ・ボーイ・キャプリスを追っていた。一方キャプリスは、絶世の美女である歌姫ブレスレスを手に入れるため、彼女が勤めていたクラブのオーナーを殺害。これを聞いたトレイシーは、ひょんなことから知り合った少年スリ、キッドと共にキャプリスを逮捕するための捜査を開始する。そこでトレイシーはブレスレスに接触し、彼女にキャプリスを追い詰める証言を求めるが、彼女はそれと引き換えにトレイシーの愛を求める。

## キャスト
※括弧内は日本語吹替
- ディック・トレイシー - ウォーレン・ベイティ（玄田哲章）
- ブレスレス・マホニー - マドンナ（幸田直子）
- アルフォンス “ビッグ・ボーイ” キャプリス - アル・パチーノ（羽佐間道夫）
- テス・トゥルーハート - グレン・ヘドリー（高島雅羅）
- キッド - チャーリー・コースモ（亀井芳子）
- マンブルス - ダスティン・ホフマン（納谷六朗）
- フラットトップ - ウィリアム・フォーサイス（石丸博也）
- イッチー - エド・オロス（田原アルノ）
- インフルエンス - ヘンリー・シルヴァ
- サム・キャッチェム - シーモア・カッセル（大塚明夫）
- パット・パットン - ジェームズ・キーン（秋元羊介）
- ブランドン署長 - チャールズ・ダーニング（峰恵研）
- ミセス・グリーン - キャシー・ベイツ（さとうあい）
- アトニー・ジョン・フレッチャー検事 - ディック・ヴァン・ダイク（石森達幸）
- ナンバーズ - ジェームズ・トールカン（伊井篤史）
- 88キーズ - マンディ・パティンキン（千田光男）
- プルーンフェイス - R・G・アームストロング（小関一）
- リップス・マンリス - ポール・ソルヴィノ（亀井三郎）
- スパッズ・スパルドーニ - ジェームズ・カーン（吉水慶）
- テキシー・ガルシア - キャサリン・オハラ

## その他
- 同年にブレスレス役のマドンナが本作からインスパイアされたアルバム『アイム・ブレスレス』を発表、劇中で披露された3曲も収録されている。
- 1991年にはメガドライブ用ゲームソフトとして発売されている。内容は映画版をモチーフとしており、アニメ画ではあるがキャラクターは実写に忠実な作風となっている。（開発はアメリカのセガが担当）